# Conesa (Buenos Aires)
Conesa es una localidad del partido de San Nicolás, provincia de Buenos Aires, Argentina. Se ubica a la vera de la Ruta Nacional 188, a 34 km de San Nicolás de los Arroyos, a 43 km de Pergamino y a escasos kilómetros del límite con la provincia de Santa Fe, lindando con la localidad santafesina de J. B. Molina.

## Toponimia
Antiguamente el pueblo llevaba el nombre del general Emilio Conesa, destacado participante en las guerras civiles argentinas y en la lucha contra los indígenas.

## Curiosidades
El futbolista Danilo Rinaldi, nacionalizado sanmarinense y que disputó partidos para la selección de fútbol de dicho país, nació en Conesa.
Otros dos futbolistas que también se nacionalizaron sanmarinenses y que disputaron partidos para dicha selección europea, Dante Rossi y Adolfo Hirsch, nacieron en Guerrico, a sólo 10 kilómetros de Conesa.

## Población
Cuenta con 2,066 habitantes (Indec, 2010), lo que representa un leve incremento del 0,6% frente a los 2047 habitantes (Indec, 2001) del censo anterior.
| Gráfica de evolución demográfica de Conesa entre 1960 y 2010 |
|                                                              |
| Fuentes: INDEC                                               |

El pueblo consta de 4 barrios:
- Avellaneda: Se encuentra en la zona sur del pueblo.
- La Crema: Está ubicado en el centro del pueblo.
- Peloduro: Está ubicado en la zona norte del pueblo.
- Pueblo Nuevo: Es el barrio que está del otro lado de la vía del ferrocarril.

## Historia
Fundada el 3 de febrero de 1884, es la localidad más importante de los pueblos que componen el partido de San Nicolás, está situada a 37 km de dicha ciudad y a 42 km de la ciudad de Pergamino. 
Tuvo dos denominaciones: "Pueblo Ibarra", homenajeando a unos de los primeros pobladores, Don Miguel Ibarra y "General Conesa", que era del nombre de la Estación del ferrocarril. 
El Ferrocarril del Oeste, le dio el impulso necesario para subsistir. Ya instalada la estación ferroviaria, comenzó la formación de la población.
Al iniciarse el siglo tenía algunos comercios importantes como el de la firma Bustinz Osinaga & Cia. -sucursal de San Nicolás- con ramo de almacén, tienda, ferretería, corralón de madera, y máquinas agrícolas; la casa Miranda y Torroba con negocio de ramos generales; Genovio Ledezma, con café, billares, y peluquerías; José Irujo, con posada, café, confitería y tienda; José Subiza, acopiador de cereales y frutas; los abastecedores Clementino Del Pozo y Albino Grisetti; Juan Toneguzzo, dedicado a obras de albañilería; Emilio Vogliano, con restaurante; el almacén de combustibles de Azcorra y Camou; la panadería de Alejandro Chambón, y otros comerciantes como Juan Perazzo, Germán Rodríguez y Ángel Peri. Saturnino y Dámaso Insaurralde, este último dueño de la histórica estancia "La Esperanza", y los hermanos Juan y Ramón Altolaguirre, fueron los primeros hacendados que unidos a otros, labraron sus tierras contribuyendo al progreso del pueblo.
Otros apellidos y familias ligadas a la historia del pueblo desde sus primeros tiempos son los de: Rocha de Sánchez, Morales, Gutiérrez, Arteach, Mina, Mosto, Grant, Munárriz, Mignaco, Bona, Casasola, Ledesma, Borzata, etc.
En 1900, más precisamente el 25 de noviembre, comienza la realización anual de las romerías populares que contribuyeron a la expansión espiritual de la población durante muchos años.
Un gran adelanto se opera en 1903 por ordenanza del 4 de noviembre se aprueba el establecimiento del alumbrado público con 25 faroles a petróleo, inaugurándose el día 10 del mismo mes. Ya el 13 de febrero, había sido creada la Oficina Recaudadora Municipal a cargo de Miguel Segovia.
El 25 de diciembre de 1910 se efectuó un gran loteo de tierras (122 lotes) propiedad de Ángel Francisco Robert, que fue el 1° gran remate de terrenos, ensanchando el pueblo de Conesa, y dando origen así al barrio "Pueblo Nuevo".
En 1921 se inauguró el actual Cementerio Público. 
En 1922 se funda el Conesa Foot-Ball Club. 
En 1927 iniciaba sus actividades la Cooperativa Agrícola de Conesa Limitada. 
En 1961 fue inaugurada la Plaza Independencia, cambiando años más tarde su denominación por Plaza de la República. El Templo Parroquial se inauguró en 1969. La Parroquia está consagrada a la adoración del Sagrado Corazón de Jesús.
En 1972 se inaugura el Centro Tradicionalista "Cruz del Sur".

## Educación
Hay cuatro establecimientos educativos: 
Escuela Número 14 Nuestra Señora del Carmen (primaria).
Instituto Comercial Conesa EES N18(secundaria). 
Escuela Técnica Número 1 Juan Bautista Alberdi (secundaria). 
Jardín de Infantes Merceditas de San Martín Número 905 (nivel inicial). 
Además hay una Sala de Primeros Auxilios, donde se realizan atención primaria y guardias médicas durante los fines de semana. 
La Delegación Municipal de Conesa, está dirigida por el Delegado Municipal Oscar Sequeira.
También hay un Registro Civil de las personas y un Correo.

## Parroquias de la Iglesia católica en Conesa
| Diócesis  | San Nicolás de los Arroyos |
| --------- | -------------------------- |
| Parroquia | Sagrado Corazón de Jesús   |